# Saint-Louis (La Réunion)
Pour les articles homonymes, voir Saint-Louis.
Saint-Louis ou Sin Loui en créole réunionnais est une commune française, située dans le département en région (outre-mer) de La Réunion.
Ses habitants sont appelés les Saint-Louisiens.
Sa devise est : « Justice et vérité ».
Sont slogans est : « Ville de Passion ». Au mandat de Juliana M’Doihoma, afin de promouvoir la ville.

## Géographie

### Localisation
Sur la rive droite de la Rivière Saint-Étienne. Les communes limitrophes sont Les Avirons, Cilaos, L'Entre-Deux, L'Étang-Salé et Saint-Pierre.

## Urbanisme

### Typologie
Saint-Louis est une commune urbaine, car elle fait partie des communes denses ou de densité intermédiaire, au sens de la grille communale de densité de l'Insee,,,. Elle appartient à l'unité urbaine de Saint-Louis, une agglomération intra-départementale regroupant 1 commune et 54 478 habitants en 2022, dont elle est une ville isolée,.
Par ailleurs la commune fait partie de l'aire d'attraction de Saint-Louis, dont elle est la commune-centre. Cette aire, qui regroupe 1 commune, est catégorisée dans les aires de 50 000 à moins de 200 000 habitants,.
La commune, bordée par l'océan Indien au sud, est également une commune littorale au sens de la loi du 3 janvier 1986, dite loi littoral. Des dispositions spécifiques d’urbanisme s’y appliquent dès lors afin de préserver les espaces naturels, les sites, les paysages et l’équilibre écologique du littoral, par exemple le principe d'inconstructibilité, en dehors des espaces urbanisés, sur la bande littorale des 100 mètres, ou plus si le plan local d’urbanisme le prévoit,.

## Toponymie
L'origine du nom reste incertaine, mais l'hypothèse la plus répandue l'attribue à Louis Cadet, qui aurait cédé le terrain destiné à la construction de la première église.

## Histoire
- 1719 : concession de la plaine du Gol à Antoine Desforges-Boucher qui y fonde l'habitation du Gol[13].
- 1726 : création du quartier de Saint-Louis, baptisé ainsi en l'honneur de Louis XV.
- 1734 : achèvement de la chapelle Notre-Dame-du-Rosaire, le plus ancien édifice cultuel conservé à La Réunion[14] ( Inscrit MH (1996)).
- 1815 : Saint-Louis devient une commune.
- 1857 : épidémie de choléra.
- 1872 : fin de la construction de l'actuelle église Saint-Louis du centre-ville.
- 19 juin 1882 : livraison d'une ligne de chemin de fer liant la commune à Saint-Pierre.
- 8 janvier 1894 : Les Avirons se séparent de Saint-Louis et deviennent une commune à part entière.
- 2017 : le 16 mars, signature de l'arrêté préfectoral pour la création de la nouvelle commune de La Rivière par détachement d'une portion du territoire de la commune de Saint-Louis[15]. Toutefois, le 7 décembre, le projet est reporté : le tribunal administratif annule cet arrêté préfectoral[16].

## Politique et administration

### Tendances politiques et résultats
- En mars 2008, la liste « Mieux vivre à Saint-Louis et à la Rivière » emmenée par Claude Hoarau (PCR) remporte le second tour des élections municipales le 16 mars en rassemblant 50,66 % face à celle de Cyrille Hamilcaro, le maire UMP sortant. Le 9 octobre 2008, le tribunal administratif de Saint-Denis annule son élection. Le 5 août 2009, le Conseil d'État confirme l'annulation pour fraude[17]. Le 14 août 2009, Jean-Claude Lintant est nommé président de la délégation spéciale. Il assure la fonction de maire de Saint-Louis et d'officier d'état civil jusqu’à la tenue des nouvelles élections[18]. Après avoir réuni 49 % des suffrages au premier tour le 27 septembre, Claude Hoarau est réélu maire de Saint-Louis au terme du second tour organisé le 4 octobre 2009 avec 52,1 % des suffrages face à Cyrille Hamilcaro (participation : 85 %)[19].

- Le quartier isolé appelé Rivière-Saint-Louis pourrait à terme devenir une commune à part entière. Une scission en deux de l'actuelle collectivité a été votée le 29 mars 2009 par 52,6 % des votants saint-louisiens[20].

- Aux élections municipales de 2020, Juliana M'Doihoma met fin à 20 ans de règne partagé entre Claude Hoarau et Cyrille Hamilcaro, en gagnant les élections avec 44,22 % des voix[21] ; elle se décrit comme « sans étiquette ». Originaire du quartier de Roches Maigres, venant d'un milieu modeste, diplômée de Sciences Po Toulouse, elle devient la première femme maire de Saint-Louis et la plus jeune maire de La Réunion[22]. Conseillère municipale de Saint-Louis auprès de Cyrille Hamilcaro[23], puis de son successeur Patrick Malet dans la précédente mandature, elle démissionne en 2018[24]. Elle est aussi conseillère régionale depuis 2015 auprès de Didier Robert[24].

## Population et société

### Démographie
L'évolution du nombre d'habitants est connue à travers les recensements de la population effectués dans la commune depuis 1961, premier recensement postérieur à la départementalisation de 1946. À partir de 2006, les populations de référence des communes sont publiées annuellement par l'Insee. Le recensement repose désormais sur une collecte d'information annuelle, concernant successivement tous les territoires communaux au cours d'une période de cinq ans. Pour les communes de plus de 10 000 habitants les recensements ont lieu chaque année à la suite d'une enquête par sondage auprès d'un échantillon d'adresses représentant 8 % de leurs logements, contrairement aux autres communes qui ont un recensement réel tous les cinq ans,.

En 2022, la commune comptait 54 478 habitants, en évolution de +2,36 % par rapport à 2016 (La Réunion : +3,33 %, France hors Mayotte : +2,11 %).
| 1961   | 1967   | 1974   | 1982   | 1990   | 1999   | 2006   | 2011   | 2016   |
| ------ | ------ | ------ | ------ | ------ | ------ | ------ | ------ | ------ |
| 23 998 | 26 663 | 30 291 | 31 785 | 37 420 | 43 519 | 49 455 | 52 523 | 53 220 |

| 2021   | 2022   | - | - | - | - | - | - | - |
| ------ | ------ | - | - | - | - | - | - | - |
| 53 935 | 54 478 | - | - | - | - | - | - | - |

### Enseignement
On trouve sur le territoire communal cinq collèges publics :
- le collège Hégésippe Hoarau ;
- le collège Jean Lafosse, ouvert en 1997, et qui comptait 696 élèves à la rentrée 2005 ;
- le collège Leconte de Lisle ;
- le collège de Plateau Goyaves ;
- le collège du Ruisseau.

On y trouve par ailleurs quatre lycées publics :
- le lycée d'enseignement général et technologique Antoine Roussin ;
- le lycée d'enseignement général et technologique de La Rivière Saint-Louis, ouvert en 1997, et qui comptait 678 élèves à la rentrée 2008. Renommé en février 2007 Lycée Jean Joly, en hommage à un résistant réunionnais de la Seconde Guerre mondiale ;
- le lycée professionnel Roches Maigres, qui comptait 850 élèves à la rentrée 2005 ;
- le lycée professionnel Victor Schœlcher, qui comptait 933 élèves à la rentrée 2005.

### Sports
La première pierre d'un futur centre nautique avec un bassin olympique a été posée le 30 décembre 2009.
La commune est également connue pour son club de football, l'AS Saint-Louisienne.

## Économie

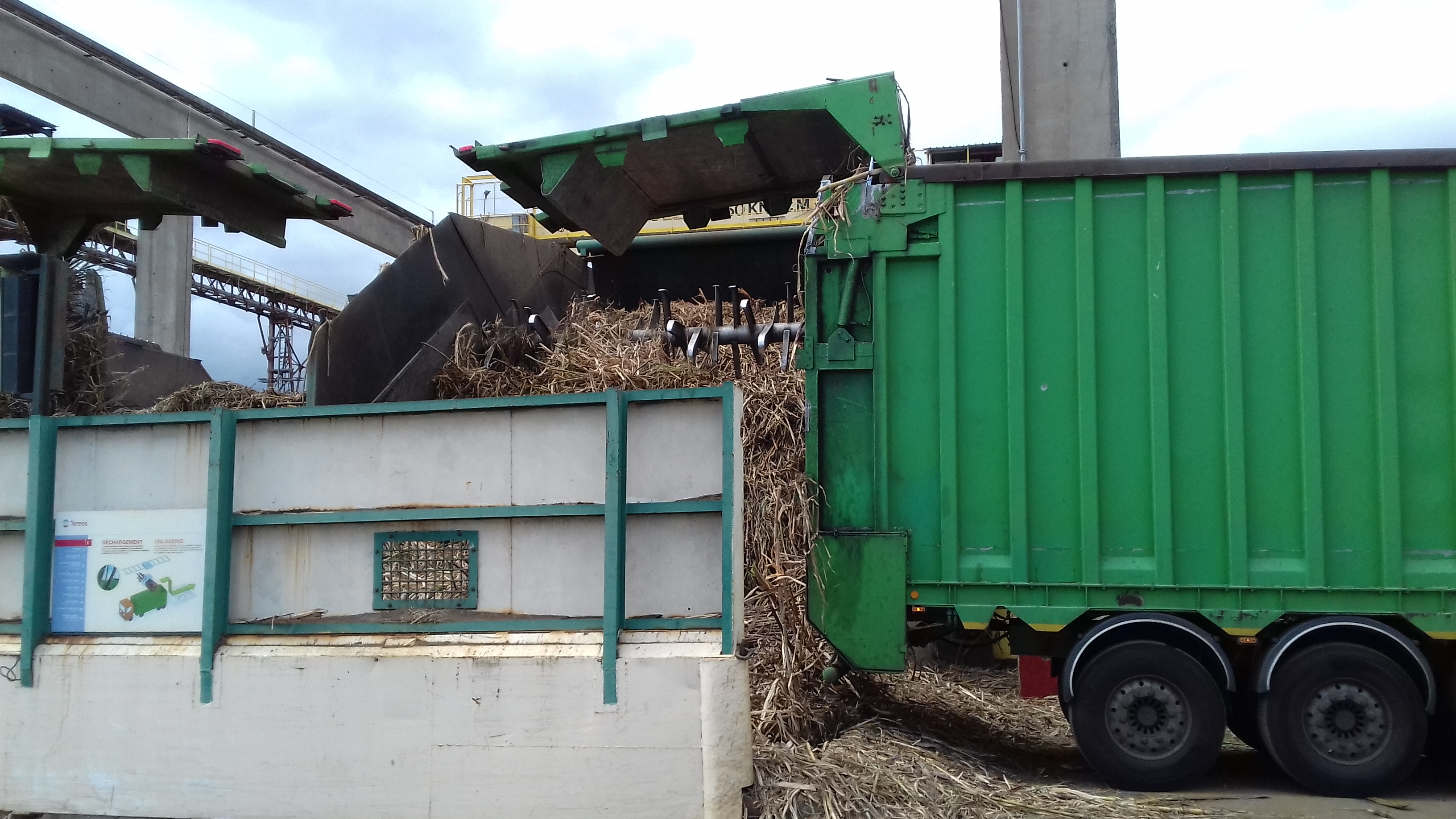
Déchargement de la canne à sucre à l'usine du Gol.

La commune comporte sur son territoire une des deux usines sucrières de l'île, l'usine du Gol.
Saint-Louis est candidate à l'accueil du second port commercial de l'île, qui devrait permettre de soulager le port de la Pointe des Galets.

## Culture locale et patrimoine

### Lieux et monuments

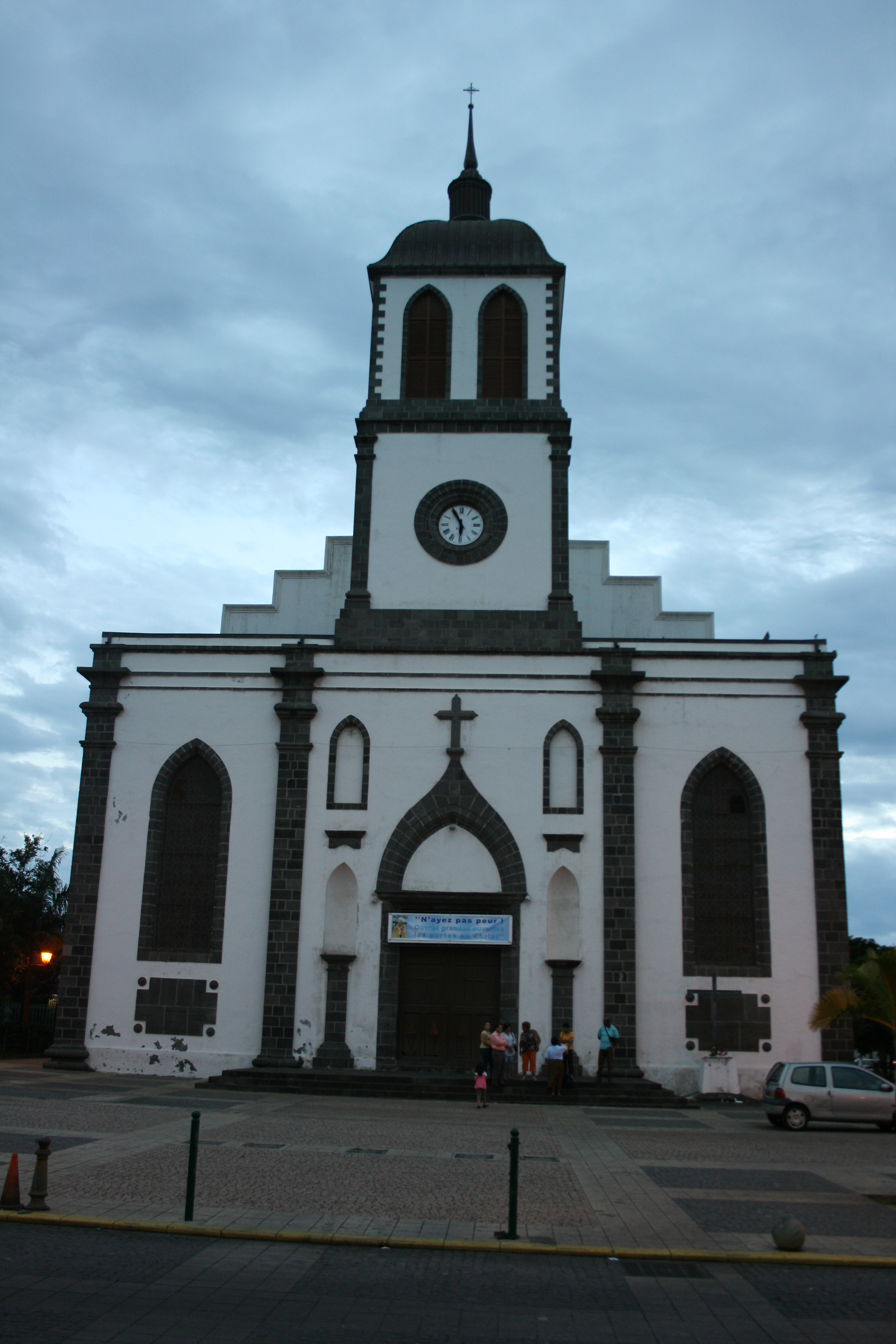
L'église Saint-Louis.

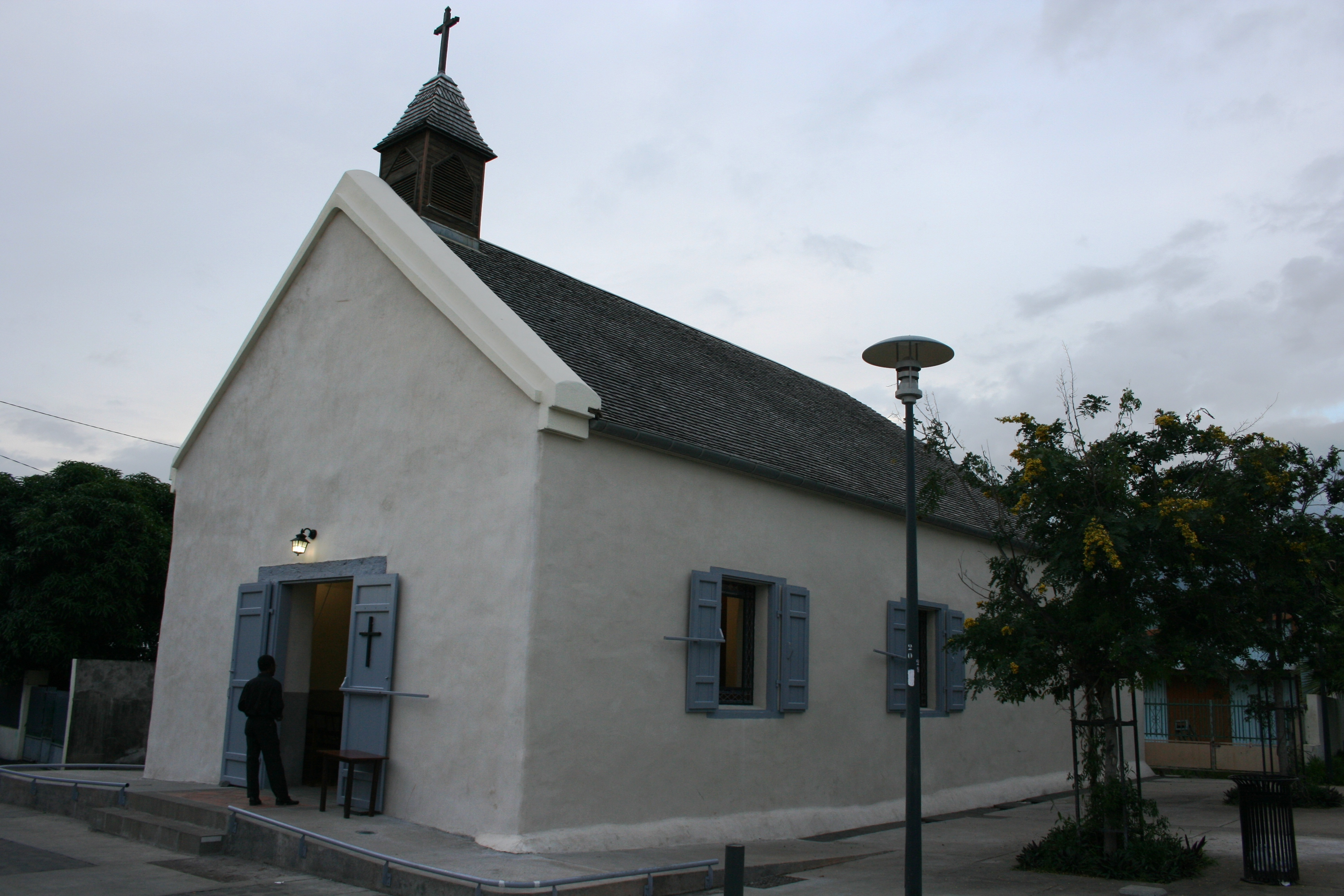
La chapelle du Rosaire.

Saint-Louis s'étend en altitude en regroupant plusieurs communes. Ainsi, on y découvre de nombreux sites depuis la mer jusqu'en région montagneuse.
Il est possible de visiter :

#### Espaces naturels
- L'étang du Gol, site agréable et paisible.
- Fenêtre des Makes, une vue sur tout l'ensemble du cirque de Cilaos.

#### Lieux de culte
- Le temple hindou du Gol.
- Le temple hindou Siva Chanmouga Naada Souvaami du centre-ville.
- La mosquée de Saint-Louis.
- L'église Saint-Louis. Elle est l'une des trois plus grandes église au monde (classement des églises et non des cathédrales)[réf. nécessaire][32] et la plus grande de La Réunion[33]. Son autel en marbre polychrome est classé monument historique.
- L'église Notre-Dame-du-Rosaire de Saint-Louis, l'église de la Rivière Saint-Louis. Elle est remarquée par ses boiseries qui furent faites par les artisans locaux.
- La chapelle Notre-Dame-du-Rosaire.
- Le cimetière du Père-Lafosse.
- Chapelle Notre-Dame-de-Fatima du Ouaki.
- Chapelle Notre-Dame-du-Sacré-Cœur de l'îlet Furcy.
- Chapelle Sainte-Thérèse-de-l'Enfant-Jésus du Gol les Hauts.
- Chapelle Saint-Jean-Baptiste du Tapage.
- Chapelle Saint-Jean-Marie-Vianney, curé d'Ars du Petit Serré.
- Chapelle Saint-Joseph-Artisan de Pierrefonds.
- Chapelle Notre-Dame-du-Cénacle du Camp du Gol.
- Chapelle Saints-Anges-Gardiens des Makes.
- Chapelle Saint-Sauveur de Roche Maigre.

Liste détaillée des églises de Saint-Louis sur :

#### Lieux historiques
- L'aqueduc du Gol.
- Le domaine de Maison Rouge. Située au Gol, la maison principale et sa cour d'apparat date du XVIIe siècle.
- Le moulin à maïs. Construit au XIXe siècle sous l'égide des Kervéguen. À proximité la dernière balance manuelle, fermée en juillet. Fête « Baptême des couteaux » qui lance la campagne sucrière du Sud.

#### Lieu scientifique
- L'observatoire astronomique des Makes.

#### Lieu culturel
- Le musée des arts décoratifs de l'océan Indien.

Le pays de Saint-Pierre - Saint-Louis est classé pays d'art et d'histoire.

### Personnalités liées à la commune
Les personnages suivants sont nés à Saint-Louis :
- Boris Gamaleya (1930), poète engagé ;
- Mgr Gilbert Aubry, né en 1942, évêque de Saint-Denis de La Réunion ;
- Jean-Pierre Bade (1960), footballeur professionnel ;
- Nassimah Dindar (1960), présidente du conseil général de La Réunion ;
- Alcide Baret (1914-1959), poète, directeur de l'école Hégésippe-Hoareau ;
- Léonus Bénard (1882-1952), ancien maire et sénateur ;
- Guillaume Hoarau (1984), footballeur ;
- Jean-Pascal Fontaine (1989), footballeur ;
- Raïssa Chevalier, Miss Prestige Île Intense Réunion 2011 pour Miss Prestige National.

### Héraldique
| Blason | Blasonnement : D'azur semé de fleur de lys d'or, à une nef d'argent. |